# Okura Tadayoshi
Okura Tadayoshi (japanska: 大倉 忠義, Ōkura Tadayoshi), född den 16 maj 1985 i östra Osaka, är en japansk artist och skådespelare. Okura är medlem i de japanska pojkbanden Kanjani8 och Kanjimmi3.